# 경북항공고등학교
경북항공고등학교(慶北航空高等學校)는 대한민국 경상북도 영주시 풍기읍 교촌리에 있는 사립 고등학교이다.

## 학교 연혁
- 1954년 4월 26일 : 풍기고등학교 개교(3학년), 신윤수 초대 교장 취임
- 1957년 2월 28일 : 제1회 졸업식 거행(졸업생 44명)
- 1962년 3월 15일 : 초대 김길준 이사장 취임
- 1979년 10월 19일 : 학급증설 인가(21학급)
- 1995년 3월 1일 : 학교법인 경천교육재단으로 명칭 변경, 풍기공업고등학교로 교명 변경
- 2001년 3월 2일 : 영주과학기술고등학교로 교명 변경
- 2006년 8월 18일 : 경상북도교육청지정 특성화고 선정(항공전자과 2, 항공정비과 1, 자동차정비관리과 1)
- 2007년 3월 1일 : 경북항공고등학교로 교명 변경, 도 지정 교원능력개발평가 선도(시범)학교 지정
- 2007년 11월 14일 : 국방부, 교육인적자원부 군 특성화고 선정
- 2009년 2월 19일 : 경상북도교육청 자율학교 지정
- 2009년 4월 17일 : 항공실습장 준공 및 교육기자재 인수식
- 2015년 5월 26일 : 학과변경 승인(헬기정비과→항공정비과)
- 2016년 10월 4일 : 자율학교 연장 지정
- 2021년 3월 1일 : 제5대 김병호 이사장 취임
- 2022년 11월 30일 : 교육기부 진로체험 인증기관 등록(교육부)
- 2023년 1월 4일 : 제67회 졸업식 거행(졸업생 총수 11,058명)
- 2023년 3월 1일 : 제10대 최종칠 교장 취임
- 2023년 3월 2일 : 입학식(항공전자과 52명, 항공정비과 52명 총 104명)

## 설치 학과
- 항공전자과
- 항공정비과

## 참고 자료
- 경북항공고등학교 - 한국교육학술정보원 학교알리미